# Cimetière musulman de Bobigny
Le cimetière musulman de Bobigny (Seine-Saint-Denis, France) est, avec celui de Strasbourg, l'unique cimetière entièrement réservé aux défunts musulmans de France métropolitaine. Inauguré le 12 février 1937, il abrite un carré militaire. 
Le porche d'entrée avec les deux pavillons — bureau et pavillon de l'imam —, la mosquée, le sol de la parcelle qui leur correspond et le carré militaire font l'objet d'une inscription au titre des monuments historiques par arrêté du 25 janvier 2006.

## Statut
Créé par décret présidentiel du 4 janvier 1934, il doit son statut musulman au fait d'être juridiquement une annexe de l'Hôpital franco-musulman ouvert en 1935, actuel Hôpital Avicenne de Bobigny. En effet, la loi du 14 novembre 1881 supprime le caractère confessionnel des cimetières,. Y sont inhumées les personnes décédées à l'hôpital.
Peu après son inauguration le 12 juin 1937 en présence des seuls résident général de France à Tunis et d'un délégué du préfet de la Seine,, un nouveau décret élargit le droit d'inhumation aux personnes proposées par le recteur de la Grande mosquée de Paris. La saturation de l'espace arrivant plus vite que prévu, le carré musulman de Thiais est ouvert en 1957, qui compte en 2007 près de 20 000 sépultures. En 1962, l'hôpital franco-musulman intègre l'AP-HP, qui néglige son entretien. L'imam Ouanissi Guenad le gère sans grands moyens ni ordre.
Au fil des ans, l'entretien du cimetière est négligé, ce qui impulse la décision de l'AP-HP d'en transférer en 1996 la gestion au Syndicat intercommunal du cimetière des villes d'Aubervilliers, La Courneuve, Drancy et Bobigny dit cimetière intercommunal de La Courneuve,. Depuis cette date, seules les personnes de confession musulmane de ces quatre villes, ainsi que les personnes ayant des liens familiaux avec d'autres personnes déjà inhumées dans ce cimetière y sont enterrées. De facto, il forme le carré musulman du cimetière intercommunal de ces villes, régi par les circulaires de 1975 et 1991, mais en est distant de deux kilomètres.
En 2006, « considérant que le cimetière musulman inauguré en 1937, destiné à accueillir les Musulmans décédés à l'hôpital franco-musulman, puis utilisé comme lieu de sépulture pour tous les Musulmans de la région ; que le carré militaire où sont inhumés les soldats de la 2e DB, représentent un lieu unique en France ; et que la qualité architecturale de son porche d'entrée et des pavillons attenants ainsi que de la salle de prière, présentent un intérêt d 'art et d'histoire suffisant pour en rendre désirable la préservation en tant qu'illustration d'une période importante de l'histoire de notre pays (...) » le ministère de la Culture inscrit ces éléments au titre des monuments historiques. Finalement, le porche d'entrée avec les deux pavillons (bureau et pavillon de l'imam), la mosquée, le carré militaire, ainsi que toutes les parcelles correspondantes, font l’objet d’une inscription au titre des monuments historiques depuis le 25 janvier 2006.

## Le cimetière

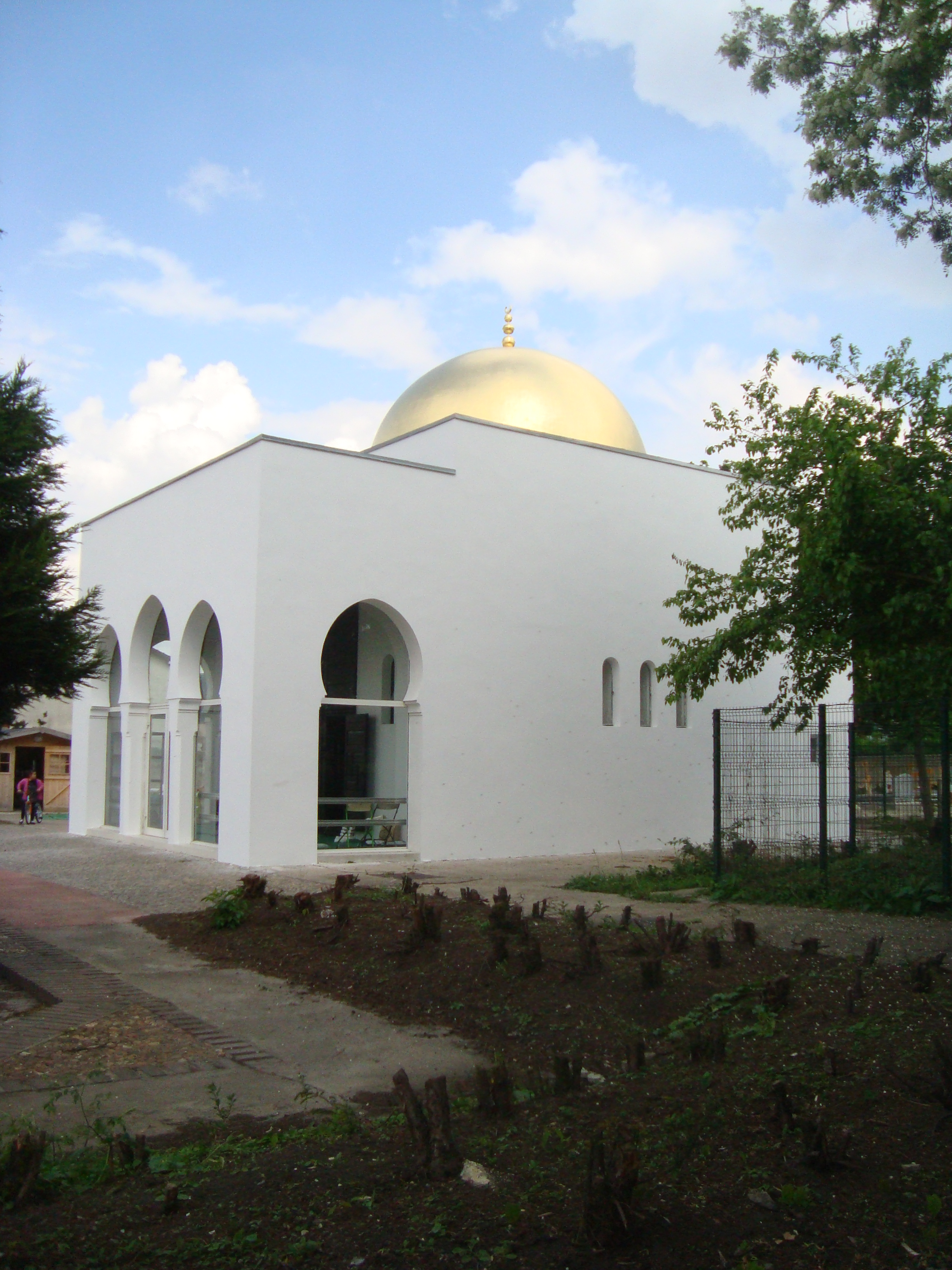
Salle de prière.

Avec la Grande mosquée de Paris et l'hôpital franco-musulman, le cimetière fait partie des réalisations effectuées en hommage au sacrifice des milliers de soldats coloniaux mobilisés pendant la Première Guerre mondiale, mais aussi comme gage donné aux populations coloniales déjà tentées par l'indépendance. Dès le 1er avril 1931, le Conseil général de la Seine avait voté pour la création en annexe à l'hôpital d'un cimetière, dont le statut confessionnel était permis du fait de son caractère privé en tant qu'annexe de l'établissement hospitalier. Distant de quelques kilomètres de l'hôpital, il se situe alors dans une zone maraîchère, non loin du canal de l'Ourcq, sur le lieu-dit de « la Haute Borne » appartenant alors au Conseil général de la Seine, ce qui permit de passer outre aux réticences de la commune de Bobigny. Aujourd'hui, les cultures (hormis quelques jardins ouvriers) ont été supplantées par une zone industrielle.
Conçu par l'architecte Édouard Crevel, son style est inspiré de l'architecture arabe telle qu'illustrée lors de l'Exposition coloniale de 1931 : murs blancs, toits plats, tuiles vertes, portes en bois, cabochons métalliques, plantes méditerranéennes (thuyas, chênes verts, micocouliers, mûriers, cyprès...).
On entre dans le cimetière par un porche. Dans l'axe se trouve la salle de prière, qui est un bâtiment carré surmonté d'une coupole dorée. Sur les côtés se trouve la résidence du gardien. À droite une grille donne accès au cimetière proprement dit. Au fond du cimetière une seconde issue donne accès à un parking pour les visiteurs.
Il compte environ 7 000 tombes orientées vers le sud-ouest, de sorte que la dépouille orientée vers la droite regarde La Mecque (Qibla). À la fin du XXe siècle, de nombreuses tombes à concessions perpétuelles sont abandonnées. La mise en place d'un régime de concessions limitées dans le temps permet le transfert des dépouilles abandonnés dans un reliquaire, déposé dans l'ossuaire situé à proximité du carré militaire. En 1998-1999, des familles mal informées de ces transferts protestent et agressent l'imam Ramdame Douhi. Toutefois, la reprise en main d'un lieu un temps mal entretenu fait aujourd'hui consensus.

### Les tombes

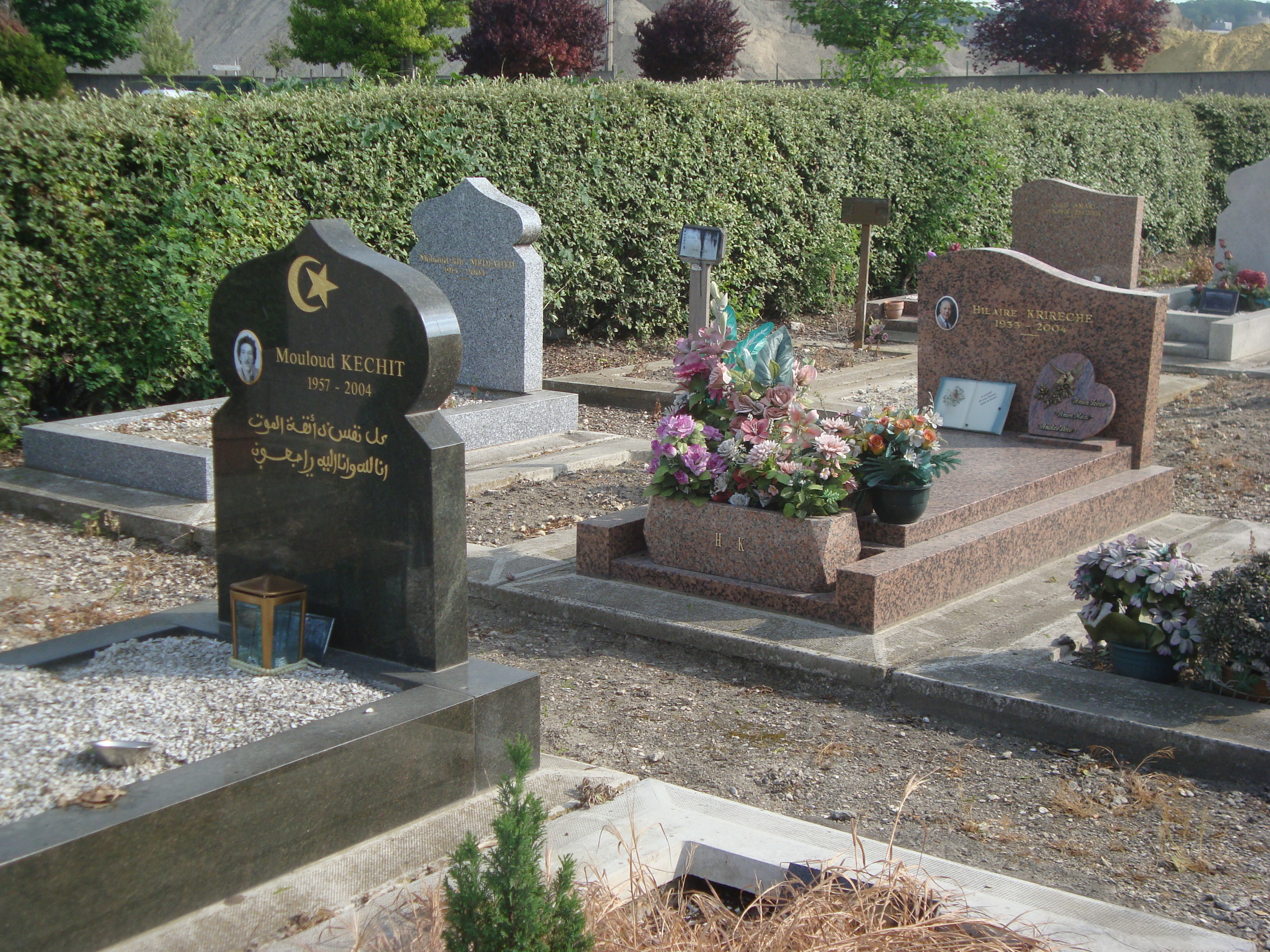
Tombes modernes au style plus occidental.

Le cimetière ne reçoit maintenant plus des personnes nées aux colonies mais décédant en métropole sans proches pour les rapatrier, mais surtout des personnes nées en France et qui n'envisagent plus de faire transférer leur corps dans le pays d'origine de leurs parents. L'architecture minimaliste des premiers temps évolue pour se rapprocher des tombes traditionnelles françaises en marbre. Le fleurissement des tombes est notable à la période de l'Aïd, mais aussi à la Toussaint. Depuis les années 1970, on trouve également des tombes mixtes où les deux époux sont ensevelis ensemble.
Parmi les tombes caractéristiques, on note celles de personnes originaires de l'Océan indien avec une sorte d'escalier à cinq marches sur le sommet de la tombe. Cinq carrés ouverts entre 1940 et 1971 sont réservés aux enfants décédés en bas âge, à une époque de forte mortalité infantile.

### Carré militaire

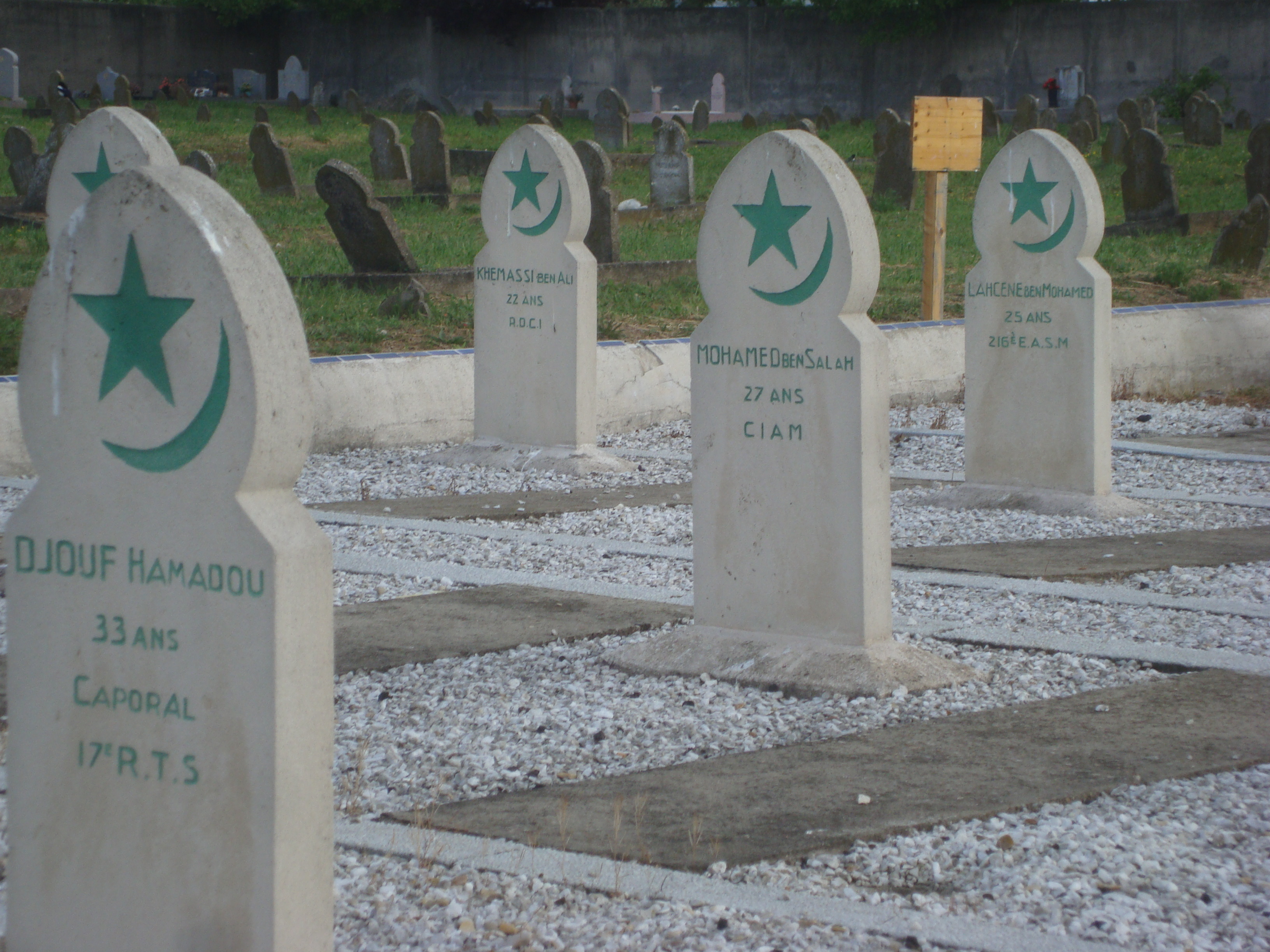
Tombes du carré militaire.

De 1944 à 1954, le cimetière reçoit les dépouilles d'une soixantaine de soldats de l'Armée française. Dix-sept d'entre eux ont reçu la mention Mort pour la France. Une dizaine serait issue de la 2e division blindée, libératrice de Paris, ainsi Derrar el Hadj, affecté au 40e RANA, blessé au nord de Paris et cité à l'ordre de son régiment. D'autres ont combattu dans la 1re armée française du maréchal de Lattre de Tassigny, comme Mimoun El Hadj, mort pour la France, Marocain décédé à 19 ans après ses blessures lors du franchissement du Rhin. Mohamed Ben Salah (Croix de guerre avec étoile de bronze, cité à l'ordre du régiment et de la brigade) a lui été blessé en Allemagne deux semaines avant la capitulation, et est mort à l'hôpital Villemin de Liancourt,
Il est à noter que le classement historique du cimetière devance de quelques mois la sortie du film Indigènes de Rachid Bouchareb, originaire de Bobigny, sorti en 2006 au cinéma, qui a ravivé la mémoire de l'engagement des soldats coloniaux pendant la Seconde Guerre mondiale.

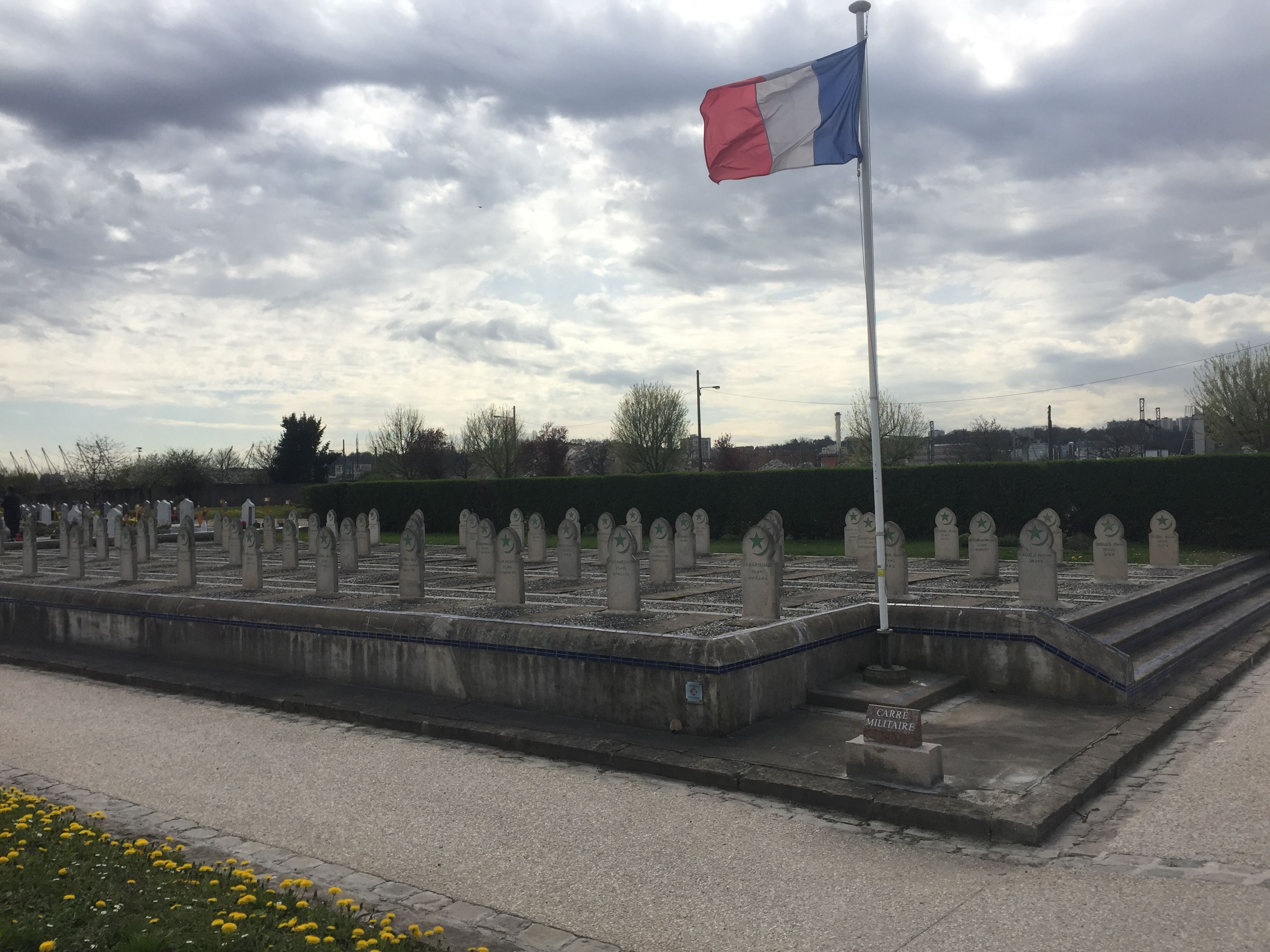
Carré militaire.
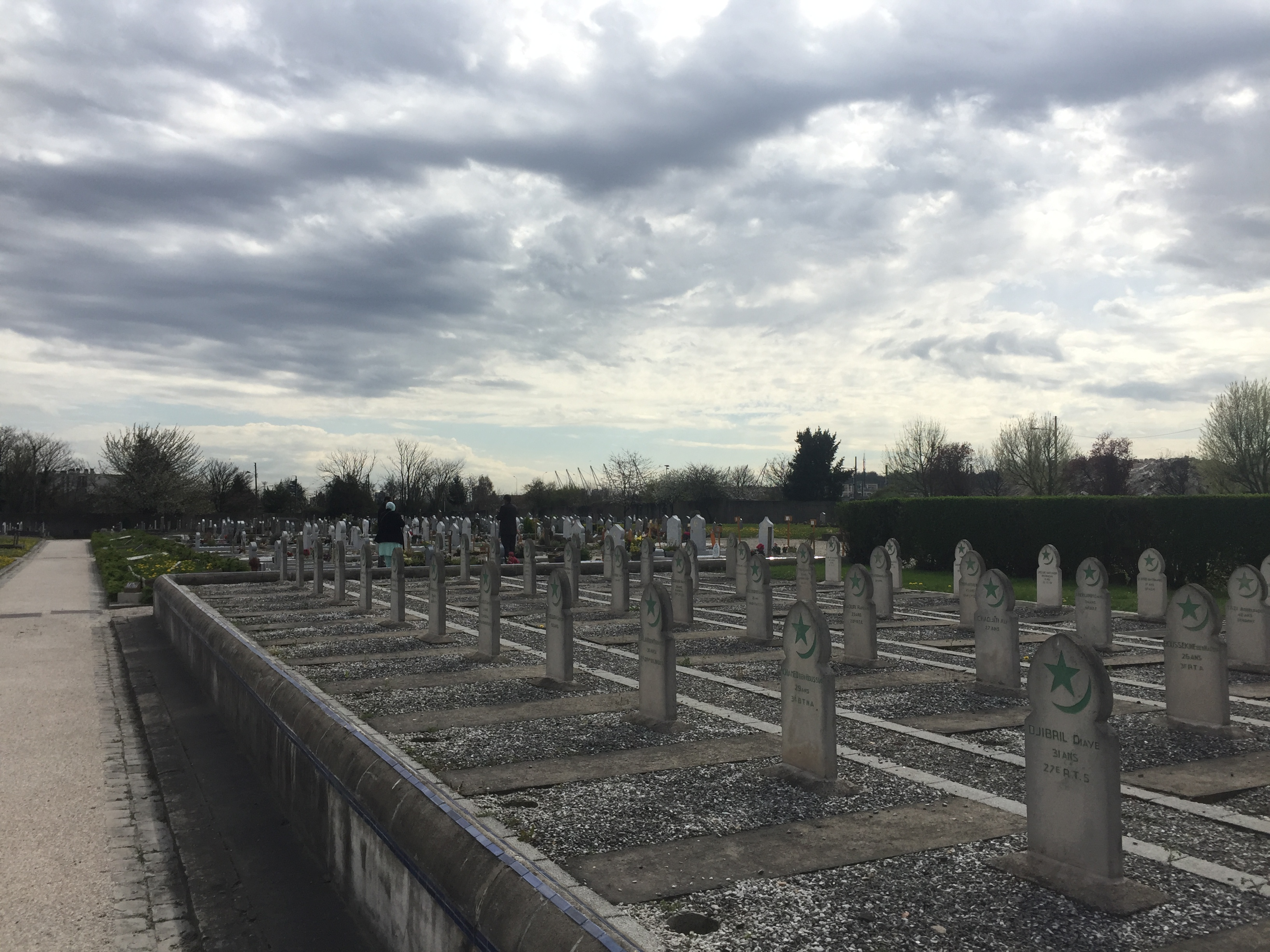
Carré militaire.
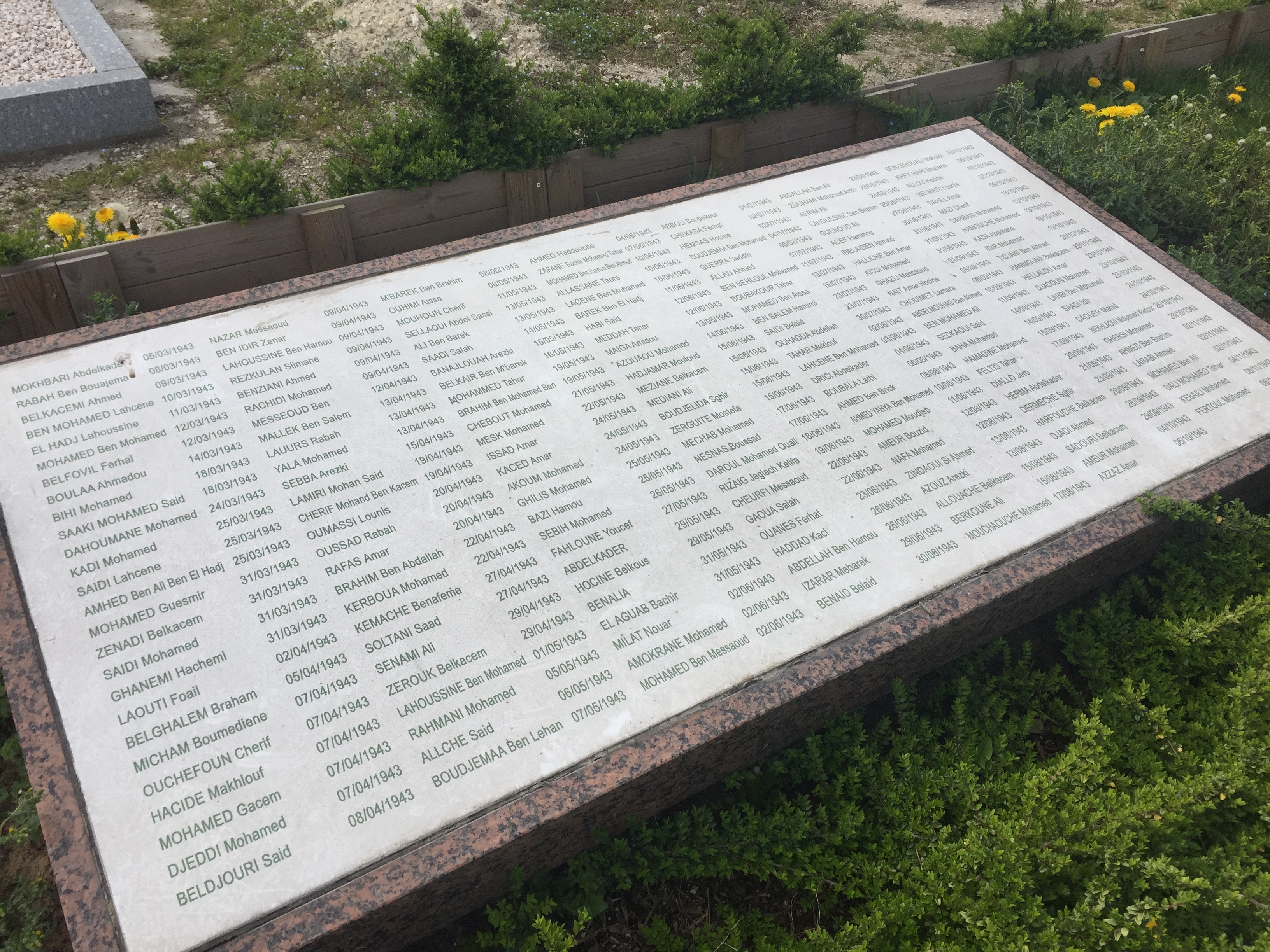
Ossuaire de 181 soldats.
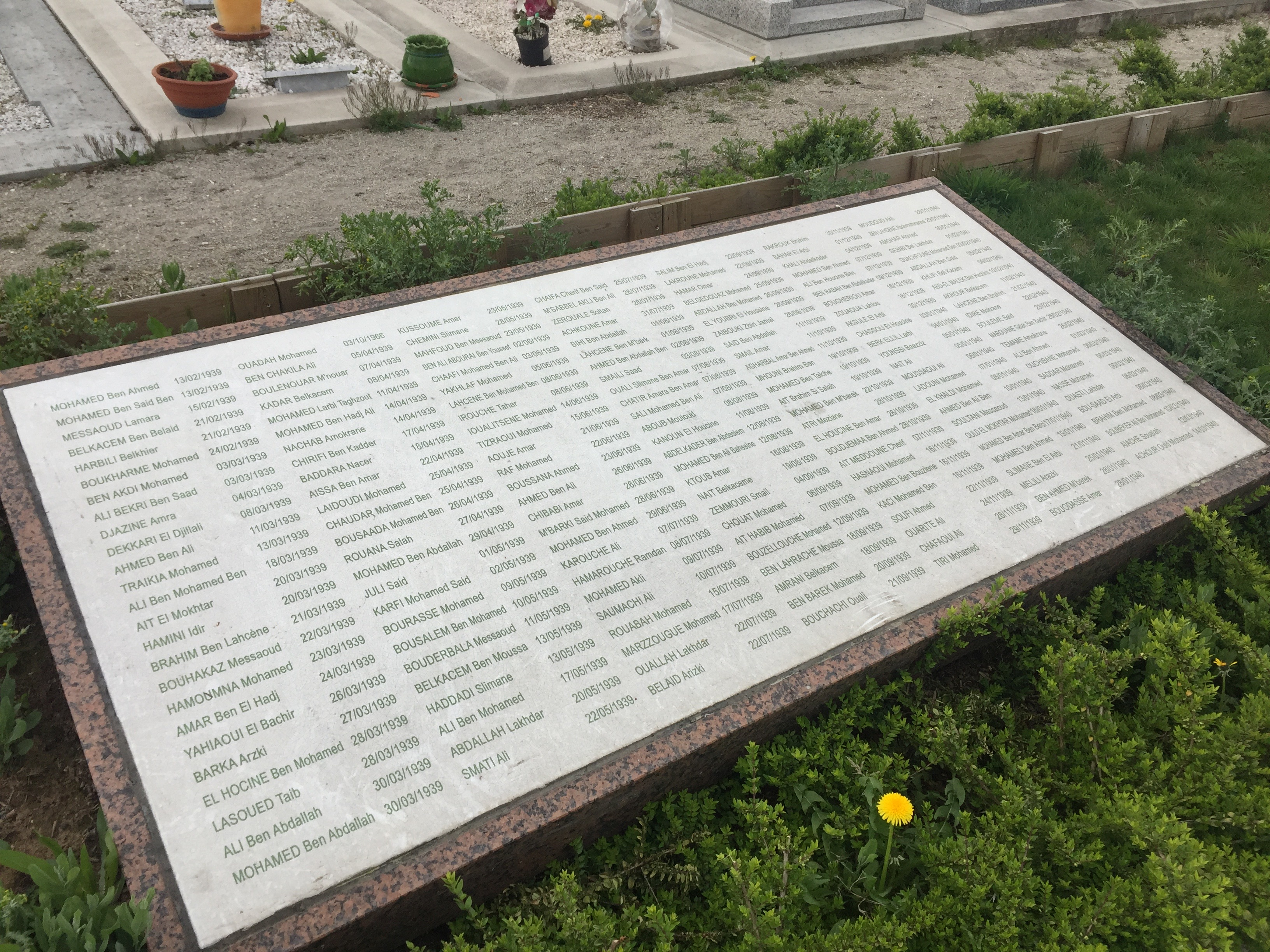
Ossuaire de 174 soldats.

## Personnalités inhumées
- Ahmed Merabet (1974-2015), policier assassiné à Paris le 7 janvier 2015 lors de l'Attentat contre Charlie Hebdo.
- Louafi Bouguera (1898-1959), gravé Boughéra El Ouafi sur sa tombe, champion du marathon olympique de 1928[13].
- Mohamed Adjani (1923-1983), père de l'actrice Isabelle Adjani.
- La mère de l'humoriste Smaïn[10].
- Akber aga Cheikh-ul-Islam (1891-1961), Ministre de l'Agriculture et du Travail de l'Azerbaïdjan entre le 28 mai et le 17 juin 1918, et membre de la délégation qui représentait son pays lors de la conférence de paix de Versailles en 1919, mais la révolution russe précipita la disparition de la République montagnarde du Caucase du Nord et les membres de la délégation restèrent bloqués en France. Le chef de la délégation Alimerdan Bey Toptchoubachov (1863-1934), donc ministre des Affaires étrangères de l'Azerbaïdjan, est enterré au cimetière communal de Saint-Cloud avec sa femme et deux autres personnes qui portent son nom[14].
- Omar Zaki Pacha Afiouni (1893-1953), porte l'inscription arabe « Ceci à la tombe d'un grand résistant arabe », un jordanien qui avait combattu la puissance coloniale française en Syrie dans les années 1920.
- Ahmed El Glaoui (1920-1959), fils du pacha de Marrakech, Thami El Glaoui[6].
- Djabaguieff Mahomed (1877-1937), président du conseil national de la région d'Ingouchie Russie entre 1918 et 1921. La tombe porte l'inscription « illuminateur, publiciste et linguiste ».

L'abolition du califat en 1924 par Mustafa Kemal Atatürk entraîne l’expulsion de tous les membres de la dynastie ottomane. Plusieurs princes et princesses, dont le dernier calife Abdülmecid II (qui sera lui inhumé à Médine) choisissent la France comme terre d’exil. La première personnalité ottomane à y être enterrée a été Mehmed Ali Rauf, l’époux d’Ayse Sultan, fille du sultan Abdülhamid II. Et la dernière inhumation a été celle du prince Osman Fuad, petit-fils de Mourad V, en 1973. Le prince Ahmed Nureddin (1900-1945), fils du sultan ottoman Abdülhamid II. En 1952, son frère le prince Abdurrahim Hayri, mort à Paris en 1952, est inhumé à ses côtés.  
La personnalité la plus connue de la famille ottomane est la princesse Selma Hanımsultan Raouf (1916-1942) est connue par le livre édité à plusieurs millions d'exemplaires écrit par sa fille Kenizé Mourad, dans son célèbre roman De la part de la princesse morte publié en 1987. Petite-fille par sa mère du sultan et calife Mourad V renversé en 1876 par son frère Abdülhamid II, elle est élevée dans les harems impériaux d'Istanbul avant de connaître l'exil au Liban, le mariage avec un rajah indien pendant les derniers jours de l'Empire britannique, puis la misère de Paris sous l'Occupation, où elle meurt précocement d'une septicémie.

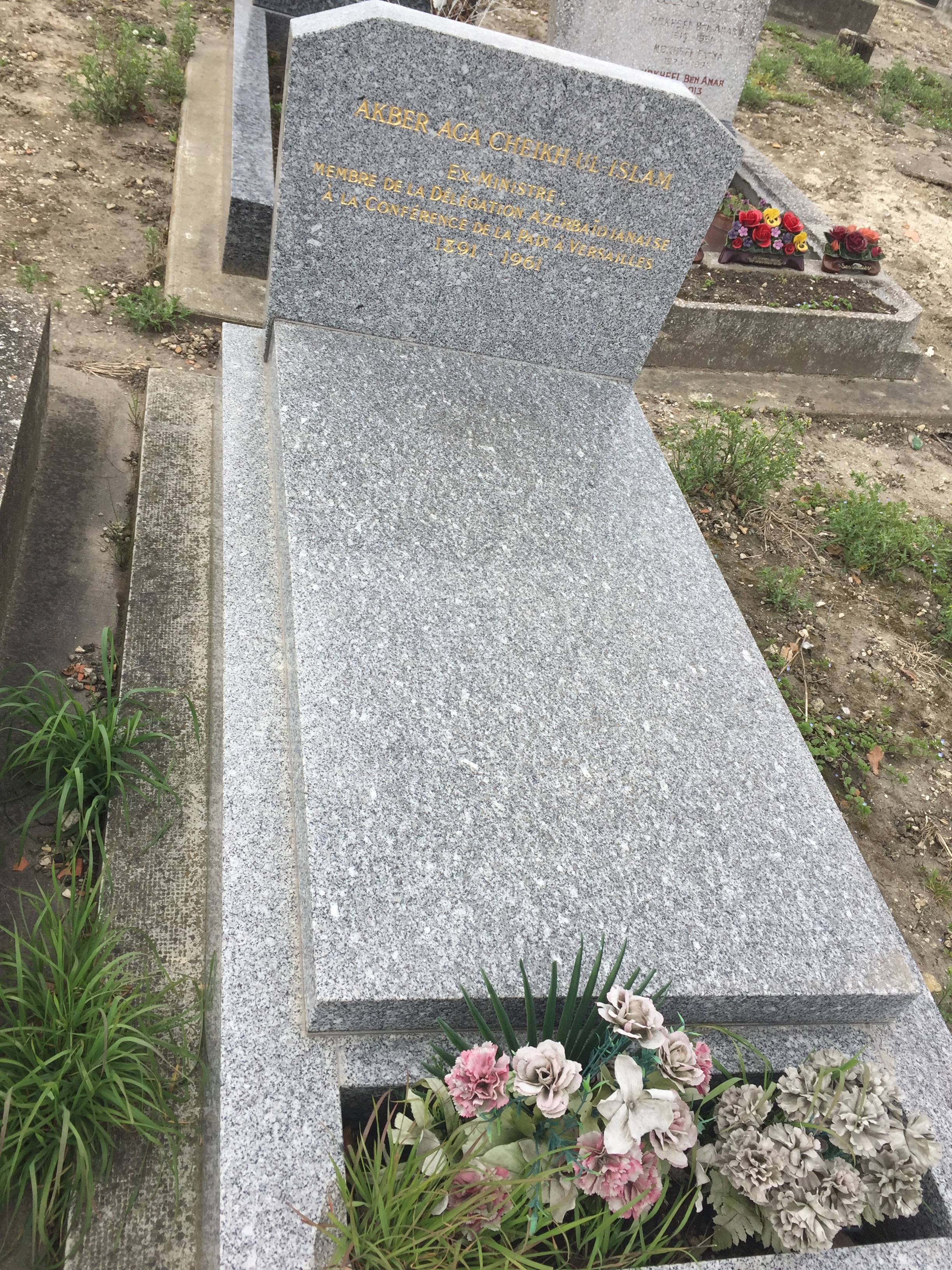
Tombe de Akbar agha Sheykhulislamov.
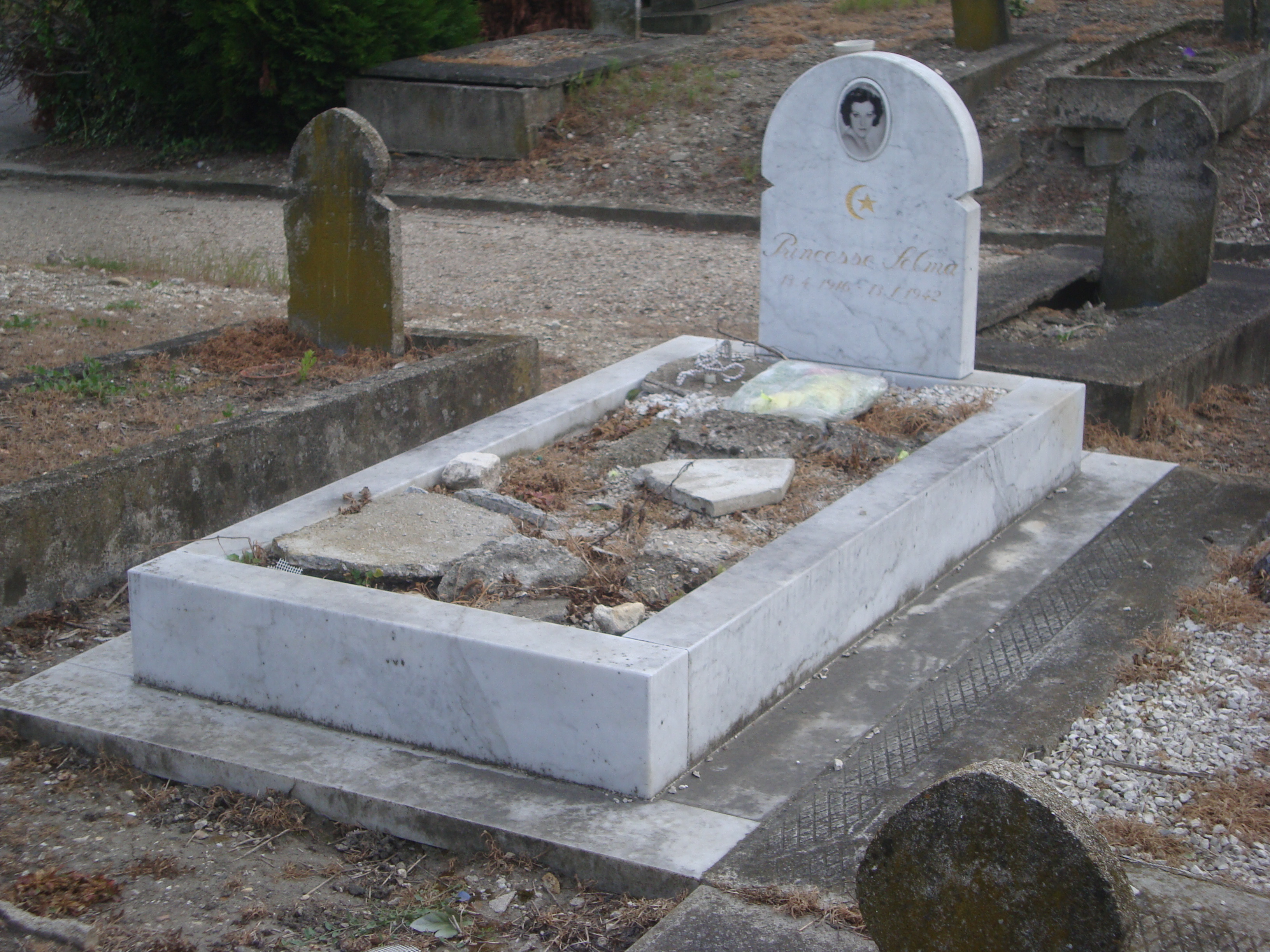
Tombe de la princesse Selma Hanımsultan Raouf.
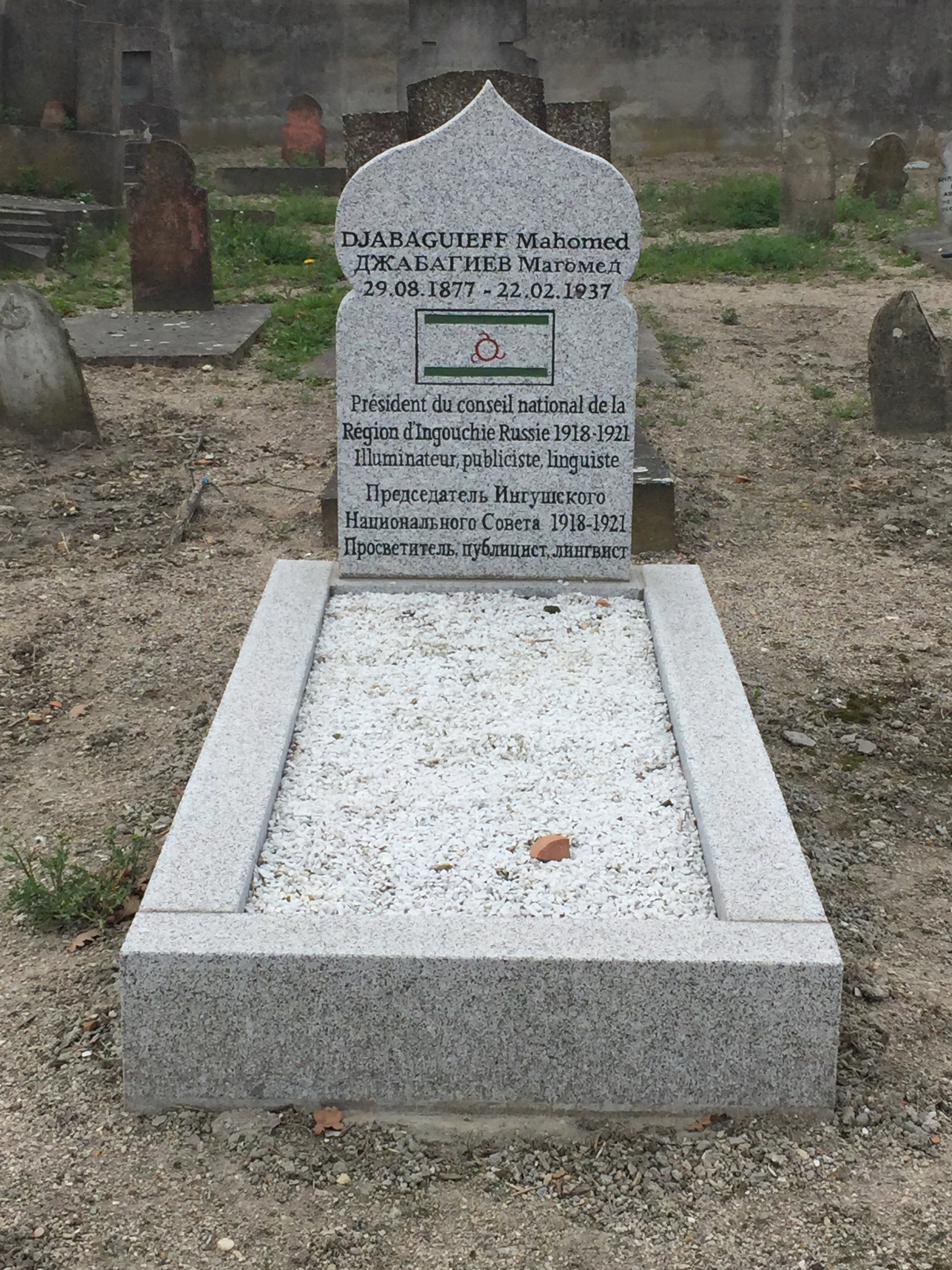
Tombe de Djabaguieff Mahomed.
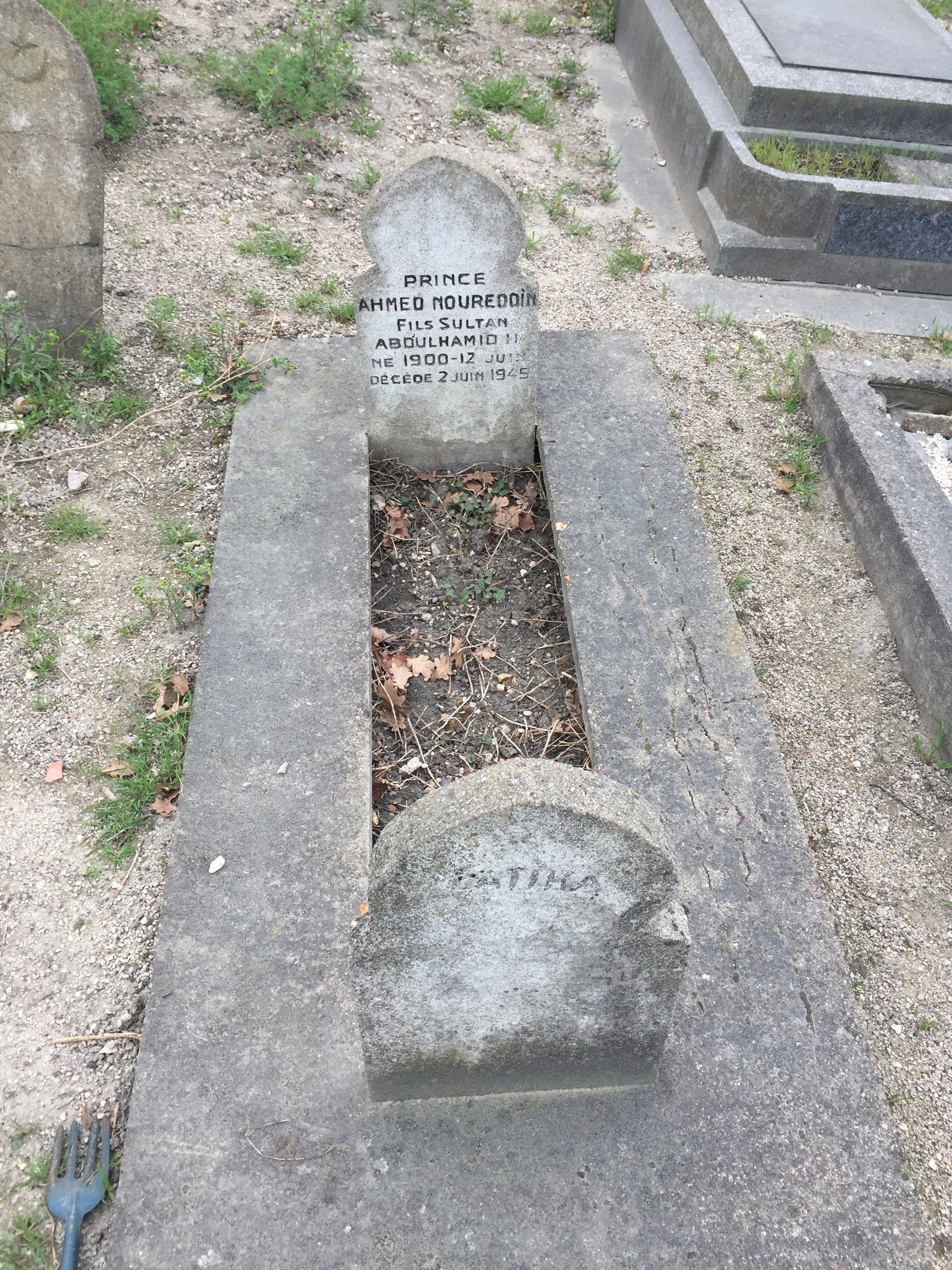
Tombe du Prince Ahmed Nureddin.
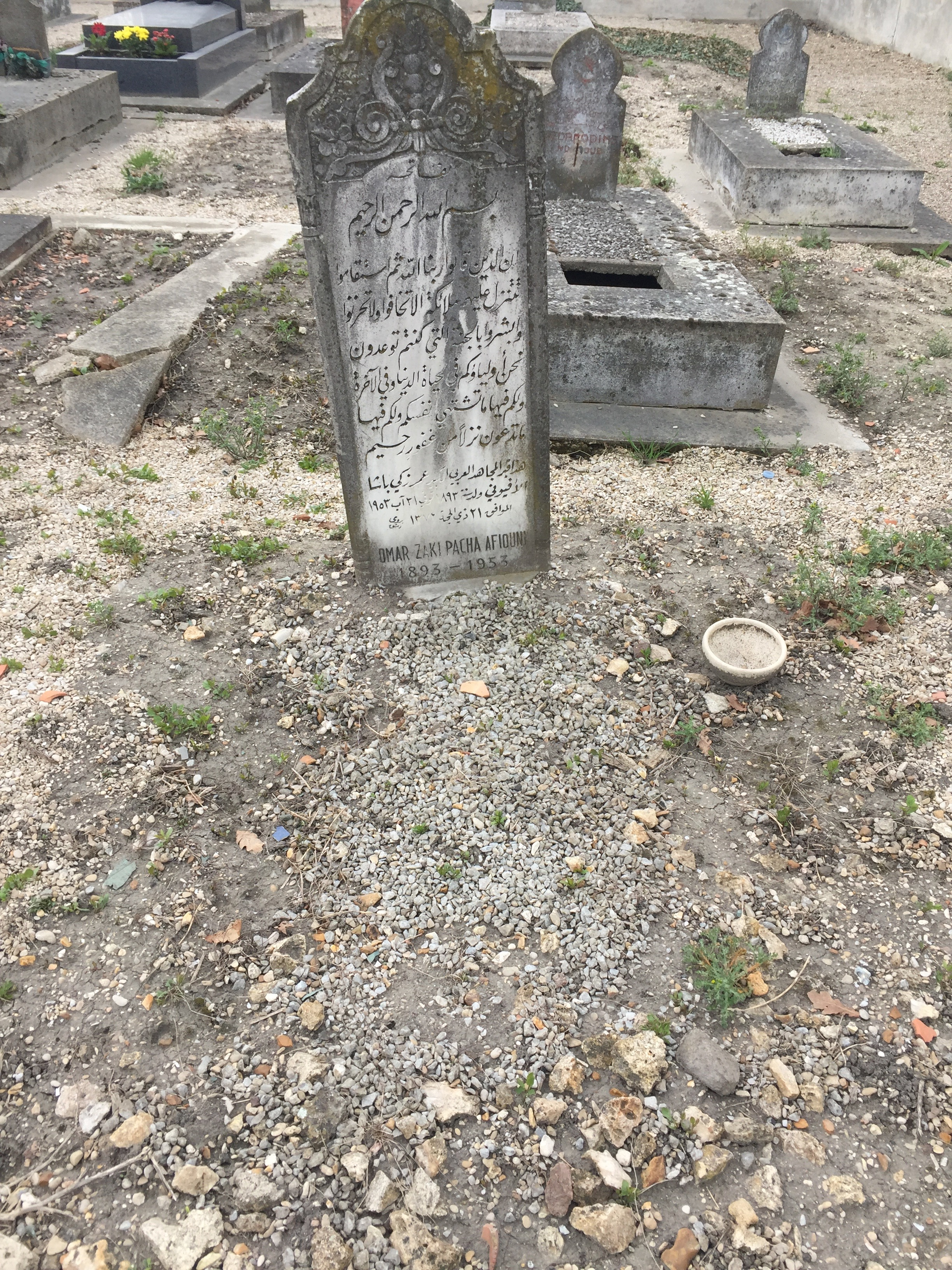
Tombe de Omar Zaki Pacha Afiouni.
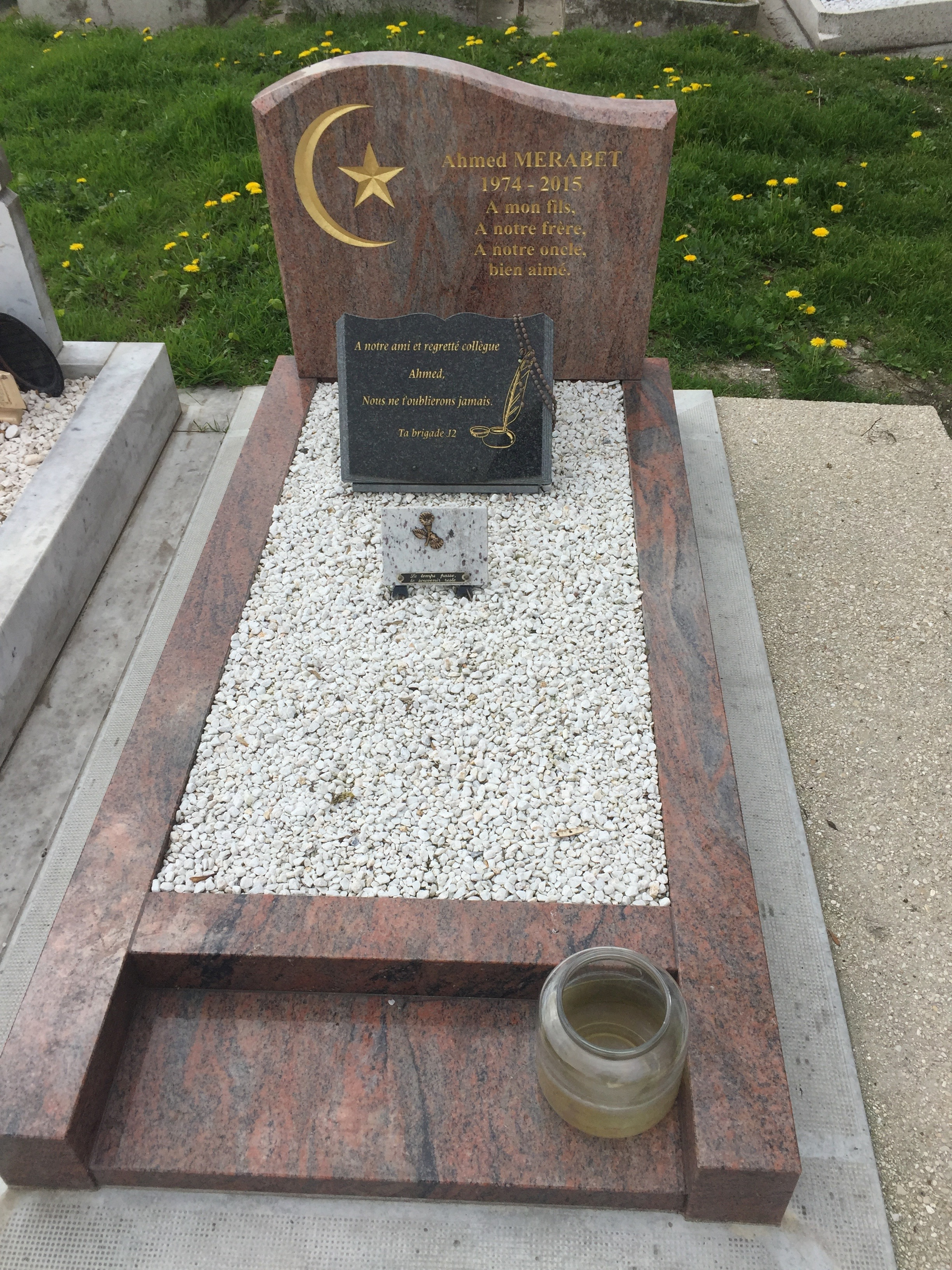
Tombe de Ahmed Merabet.

## Film tourné au cimetière musulman de Bobigny
- 2010 : Les Hommes libres d'Ismaël Ferroukhi